# Ludmiła Szaramiet
Ludmiła Stanisławauna Szaramiet (biał. Людміла Станіславаўна Шарамет, ros. Людмила Станиславовна Шеремет, Ludmiła Stanisławowna Szeriemiet; ur. 1 sierpnia 1948 w Mińsku) – białoruska działaczka społeczna, matka dziennikarza Pawła Szaramieta; kandydat nauk chemicznych (odpowiednik polskiego stopnia doktora).

## Życiorys
Urodziła się 1 sierpnia 1948 roku w Mińsku, w Białoruskiej SRR, ZSRR. Posiada wykształcenie wyższe. Uzyskała stopień kandydata nauk chemicznych (odpowiednik polskiego stopnia doktora). Temat jej dysertacji kandydackiej brzmiał: Skład chemiczny i aktywność biologiczna etanolowego ekstraktu smoły wosku torfowego. Pracowała jako starsza pracowniczka naukowa w Instytucie Problemów Wykorzystania Zasobów Naturalnych i Ekologii Narodowej Akademii Nauk Białorusi. Od 1999 roku pełniła funkcję współprzewodniczącej Kobiecego Niezależnego Ruchu Demokratycznego. Napisała 50 artykułów naukowych w czasopismach białoruskich i zagranicznych. Dokonała 7 wynalazków, posiada patenty Białorusi, Federacji Rosyjskiej i Stanów Zjednoczonych. Jest mężatką.
Ludmiła Szaramiet zaangażowała się społecznie pod wpływem kampanii zorganizowanej w obronie jej syna Pawła przez jego kolegów dziennikarzy. Pawieł Szaramiet, korespondent rosyjskiej telewizji ORT, w 1997 roku został zatrzymany na Białorusi podczas przygotowywania reportażu o nieszczelności granicy białorusko-litewskiej i możliwości przemieszczania przez nią ludzi i towarów. Przez kilka miesięcy znajdował się w areszcie śledczym w Grodnie i sądzony był, zdaniem autorów książki Kto jest kim w Białorusi, w oparciu o wymyślone oskarżenie.